# جناح الفردوس
جناح الفردوس (بالهولندية: The Paradise Suite) هو فيلم هولندي تم إنتاجه في سنة 2015 من إخراج جوست فان جنكل وبطولة أنجيلا نيدلياكوفا وإيساكا ساوادوغو وماجنوس كريبر وياسنا ديوريسيتش وفكتوريا كوبلينكو. تتكلم قصة الفيلم عن مجموعة من الفتيات من دول شرق أوروبا تم خداعهن حيث تم احضارهن إلى هولندا بهدف العمل كعارضات أزياء كما اعتقدن، لكنهن يجلبون للعمل كمومسات ويتم اجبارهن على هذا العمل. تم ترشيح هذا الفيلم لنيل جائزة الأوسكار لأفضل فيلم بلغة أجنبية في سنة 2016.